# The Techno Rose of Blighty
The Techno Rose of Blighty è il primo album del gruppo musicale britannico Fluke, pubblicato nel 1991 dalla Creation Records.

## Tracce
1. Philly – 7:06
2. Glorious – 5:53
3. Cool Hand Flute – 3:54
4. Joni – 5:15
5. Easy Peasy – 4:09
6. Phin – 6:30

Bonus track nella versione LP del 1993
1. Jig - 5:03
2. Taxi - 4:10
3. Coolest - 2:50